# Henryk Sternhel
Henryk Sternhel pseud. Gustaw (ur. 1910, zm. we wrześniu 1943) – polski lekarz, działacz komunistyczny, dowódca Okręgu GL Warszawa-Miasto.

## Życiorys
Pochodził z rodziny żydowskiej. W latach 30. działał w KPP, a 1937–1939 walczył w wojnie domowej w Hiszpanii. 9 lutego 1939 wraz z innymi członkami Brygad Międzynarodowych został internowany we Francji. Latem 1942 przedostał się do kraju i wstąpił do PPR i GL. Pracował w Sztabie Głównym GL, a od października 1942 był członkiem (a następnie dowódcą) grupy specjalnej Sztabu Głównego i uczestniczył w akcjach bojowych. W maju 1943 objął funkcję dowódcy GL na Warszawę-Miasto.
Z jego inicjatywy i pod jego przywództwem warszawskie grupy bojowe GL przeprowadziły wiele udanych akcji, m.in. 23 kwietnia 1943 dowodzona przez niego grupa obrzuciła na ul. Freta niemiecki samochód ciężarowy; zginęło 5 Niemców, samochód został spalony. 15 lipca 1943 u zbiegu Alej Ujazdowskich i ul. Wilczej jego oddział obrzucił wiązką granatów kolumnę SA, maszerującą Alejami Ujazdowskimi, wracającą z pogrzebu zabitego wcześniej w zamachu esesmana; zginęło 4 hitlerowców, a ok. 20 zostało rannych. W pościgu Niemcy schwytali jednego z zamachowców, z którego wydobyli zeznania, na podstawie których gestapo aresztowało na początku września kilku działaczy PPR i GL, w tym „Gustawa”, zamordowanego później w więzieniu gestapo przy al. Szucha.
19 lipca 1945 Henryk Sternhel został pośmiertnie odznaczony Orderem Virtuti Militari V klasy.